# Frank CFA
Frank CFA, XOF, XAF (fr. franc de la Coopération Financière en Afrique Centrale) – jednostka monetarna używana w niektórych krajach centralnej Afryki od 1974 r., obecnie w 14 państwach. Dzieli się na 100 centymów. Jest to najczęściej używana waluta Afryki. Instytucjami odpowiedzialnymi za emisję pieniądza i politykę pieniężną w zachodniej i środkowej Afryce są odpowiednio Centralny Bank Państw Afryki Zachodniej (BCEAO) i Bank Państw Afryki Środkowej (BEAC).
Oba franki CFA są związane sztywnym kursem z euro (1 euro = 655,957 franków CFA). Przed wprowadzeniem euro jako oficjalnej waluty we Francji franki CFA łączył zmienny na przestrzeni lat sztywny kurs z frankiem francuskim.
Frank  jest walutą obiegową w następujących państwach:
- Benin,
- Burkina Faso,
- Czad,
- Gabon,
- Gwinea Bissau,
- Gwinea Równikowa,
- Kamerun,
- Kongo,
- Mali,
- Niger,
- Republika Środkowoafrykańska,
- Senegal,
- Togo,
- Wybrzeże Kości Słoniowej.

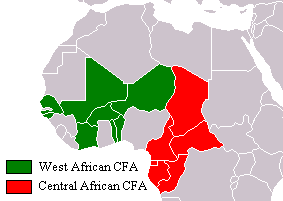
Frank CFA

Banknoty poszczególnych państw używających franka  mają oznakowanie jednoliterowe w prawym górnym rogu awersu
Afryka Zachodnia – Mali – D, Niger – H, Burkina Faso – C, Benin – B, Togo – T, Senegal – K, Wybrzeże Kości Słoniowej – A, Gwinea Bissau – S
Afryka Środkowa – Czad 1993 – 2002 r. P od 2002 r. C, Kamerun 1993 – 2002 r. E od 2002 r. U, Gabon 1993 – 2002 r. L od 2002 r. A, Republika Środkowoafrykańska 1993 – 2002 r. F od 2002 r. M, Kongo 1993 – 2002 r. C od 2002 r. T, Gwinea Równikowa 1993 – 2002 r. N od 2002 r. F